# Partido Social Liberal
Der Partido Social Liberal (PSL), deutsch Sozialliberale Partei, war eine rechtsgerichtete Partei in Brasilien. Bei der Präsidentschaftswahl in Brasilien 2018 holte ihr damaliger Kandidat Jair Bolsonaro 46,3 % der gültigen Stimmen im ersten Wahldurchgang. Jair Bolsonaro, der zuvor schon 8-mal die Parteizugehörigkeit gewechselt hatte, wechselte Ende 2021 zur Partido Liberal. Am 8. Februar 2022 fusionierte die Partei mit den Democratas und bildet seitdem die União Brasil.

## Geschichte
Die Partei wurde 1994 gegründet, 1998 wurde sie offiziell vom Wahlgericht (Tribunal Superior Eleitoral, TSE) registriert. Sie war zunächst bürgerlich-zentristisch ausgerichtet. Von der Gründung bis 2018 war der Geschäftsmann und ehemalige Präsident von Sport Recife Luciano Bivar Parteivorsitzender der PSL. Sie kam in dieser Zeit nie über 0,2 % der landesweiten Stimmen und einen Sitz in der Abgeordnetenkammer hinaus. In der Legislaturperiode 2007–2011 war sie überhaupt nicht im Parlament vertreten. 2016 gründete sich die parteiinterne Gruppierung Livres, der vor allem jüngere Mitglieder angehörten, die der Partei eine ausgesprochen liberale und libertäre Ausrichtung geben wollten (individuelle Freiheiten, freier Markt, Legalisierung von Cannabis, gleichgeschlechtliche Ehe). Dazu gehörten z. B. der Journalist Leandro Narloch und der Politikwissenschaftler Fábio Ostermann.
Auf Einladung des Parteigründers Luciano Bivar trat im Januar 2018 der Rechtspopulist Jair Bolsonaro mit seinen Anhängern von der Partido Social Cristão zur PSL über. Er wurde noch im selben Jahr zum Parteiführer und Präsidentschaftskandidaten gewählt. Dadurch verschob sich die Partei nach rechtsaußen. Die Livres verließen die PSL unmittelbar nach dem Beitritt Bolsonaros. Inzwischen ist die Partei inhaltlich und personell ganz auf den Spitzenkandidaten Bolsonaro und dessen rechtspopulistische Positionen zugeschnitten. Bei der Parlamentswahl im Oktober 2018 wurde die PSL mit 11,7 Prozent stimmenstärkste Partei, in der Abgeordnetenkammer stellt sie seither mit 52 Repräsentanten die zweitstärkste Fraktion hinter der linken PT. Im Senat ist sie mit vier Mitgliedern vertreten. Jair Bolsonaro gewann den gleichzeitig stattfindenden ersten Wahlgang der Präsidentschaftswahl mit 46 Prozent. Am 28. Oktober 2018 wurde Bolsonaro im zweiten Wahlgang der Präsidentschaftswahl zum Präsidenten Brasiliens gewählt.
Am 12. November 2019 löste sich Bolsonaro von der PSL und gab die Gründung einer neuen Organisation Aliança pelo Brasil bekannt, was zu einer Spaltung innerhalb der PSL führte. Im April 2020 stellte die PSL nur noch zwei Senatoren und 41 Bundesabgeordnete.

## Inhaltliche Positionen
Die Ausrichtung der PSL war gesellschaftspolitisch konservativ, wirtschaftspolitisch liberal.
Sie forderte einen konsequenten Rückzug des Staates aus dem Wirtschaftsleben mit Privatisierungen in der Wirtschaft, der Bildung und im Gesundheitssystem. Die Partei befürwortete das Recht auf freien Waffenbesitz, der als Antwort aus die ausufernde Kriminalität im Lande gesehen wurde. Im Gegensatz dazu sollten die sicherheitspolitischen Möglichkeiten für Polizei und Militär ausgebaut werden, die mit "harter Hand" gegen Drogen und Gewalt vorgehen sollte, wobei auch Folter sowie "legale Exekutionen" durch die Polizei bei Anti-Drogen-Razzien in den Favelas erlaubt sein sollten.
Nationalparks und Schutzgebiete für Indigene sollten ohne Rücksicht auf die Interessen der Bewohner verkleinert werden, um Platz für mehr Ackerland zu schaffen. Die Partei lehnte Abtreibungen und die Anerkennung gleichgeschlechtlicher Partnerschaften ab. In dieser Hinsicht stand sie den Positionen evangelikal-fundamentalistischer Kirchen nahe.
Die Partei verwendet den Slogan Brasil acima de tudo, Deus acima de todos, zu deutsch Brasilien über alles, Gott über alle.

## Mitgliederentwicklung
| Jahr        | Zahl    |
| ----------- | ------- |
| 2016, April | 224.040 |
| 2017, April | 228.220 |
| 2018, April | 241.513 |
| 2019, April | 271.701 |
| 2020, April | 435.890 |

## Wahlergebnisse
| Wahl                | Abgeordnetenkammer | Abgeordnetenkammer | Abgeordnetenkammer | Bundessenat | Bundessenat | Bundessenat |
| Wahl                | Stimmen            | %                  | Mandate            | Stimmen     | %           | Mandate     |
| ------------------- | ------------------ | ------------------ | ------------------ | ----------- | ----------- | ----------- |
| Parlamentswahl 2018 | 11.457.878         | 11,6               | 52 / 513           | 19.413.869  | 11,3        | 4 / 81      |